# Liste des sites Ramsar en Belgique
Cet article recense les zones humides de Belgique concernées par la convention de Ramsar.

## Statistiques
La convention de Ramsar est entrée en vigueur en Belgique le 4 juillet 1986. En janvier 2020, le pays compte 9 sites Ramsar, couvrant une superficie de 469,44 km2 (soit environ 1,5 % du territoire belge).

## Liste
| Site                                       | Région          | Notes                                   | Date         | Superficie (km²) | Altitude (m) | Identifiant Ramsar | Identifiant WDPA | Coordonnées                      | Photo |
| ------------------------------------------ | --------------- | --------------------------------------- | ------------ | ---------------- | ------------ | ------------------ | ---------------- | -------------------------------- | ----- |
| Bancs de Flandre                           | Région flamande |                                         | 4 mars 1986  | 19,00            | 0            | 326                | 67809            | 51° 10′ 01″ nord, 2° 43′ 01″ est |       |
| Marais du bas Escaut                       | Région flamande |                                         | 4 mars 1986  | 4,20             | 0 - 4        | 327                | 67810            | 51° 19′ 01″ nord, 4° 15′ 00″ est |       |
| Parc naturel du Zwin                       | Région flamande |                                         | 4 mars 1986  | 5,30             | 0 - 5        | 328                | 67811            | 51° 21′ 00″ nord, 3° 22′ 01″ est |       |
| De IJzerbroeken te Diksmuide en Lo-Reninge | Région flamande |                                         | 4 mars 1986  | 23,60            | 3 - 5        | 329                | 67812            | 50° 58′ 01″ nord, 2° 51′ 00″ est |       |
| Kalmthoutse Heide                          | Région flamande |                                         | 4 mars 1986  | 22,00            | 23 - 30      | 330                | 67813            | 51° 22′ 01″ nord, 4° 28′ 01″ est |       |
| Marais d'Harchies                          | Région wallonne |                                         | 4 mars 1986  | 5,57             | 17 - 50      | 331                | 67814            | 50° 27′ 00″ nord, 3° 40′ 01″ est |       |
| Les Hautes Fagnes                          | Région wallonne |                                         | 24 mars 2003 | 99,74            | 440 - 694    | 1405               | 902415           | 50° 31′ 59″ nord, 6° 07′ 01″ est |       |
| Grotte des Émotions                        | Région wallonne |                                         | 24 mars 2003 | 0,03             | 182          | 1406               | 902414           | 50° 24′ 00″ nord, 5° 34′ 01″ est |       |
| Vallée de la Haute-Sûre                    | Région wallonne | Site transfrontalier avec le Luxembourg | 8 mars 2004  | 290,00           | 320 - 520    | 1407               | 337459           | 49° 52′ 59″ nord, 5° 39′ 00″ est |       |